# Mass Appeal: The Best of Gang Starr
Albums de Gang Starr
The Ownerz
(2003) One of the Best Yet
(2019)
Mass Appeal: The Best of Gang Starr est une compilation de Gang Starr, sortie le 26 décembre 2006.

## Liste des titres
| No  | Titre                                             | Durée |
| --- | ------------------------------------------------- | ----- |
| 1.  | Manifest                                          | 4:50  |
| 2.  | Step in the Arena                                 | 3:32  |
| 3.  | Put up or Shut Up (featuring Krumbsnatcha)        | 3:15  |
| 4.  | Skills                                            | 3:17  |
| 5.  | Code of the Streets                               | 3:27  |
| 6.  | Ex-Girl to the Next Girl                          | 4:03  |
| 7.  | Soliloquy of Chaos                                | 3:14  |
| 8.  | The Militia (featuring Big Shug et Freddie Foxxx) | 4:48  |
| 9.  | Above the Clouds (featuring Inspectah Deck)       | 3:45  |
| 10. | Check the Technique                               | 3:53  |
| 11. | Royalty (featuring K-Ci & Jojo)                   | 4:08  |
| 12. | Lovesick                                          | 3:24  |
| 13. | Take it Personal                                  | 3:02  |
| 14. | Now You're Mine                                   | 2:55  |
| 15. | Just to Get a Rep (short version)                 | 2:37  |
| 16. | B.Y.S.                                            | 3:05  |
| 17. | Mass Appeal                                       | 3:37  |
| 18. | DWYCK (featuring Nice & Smooth)                   | 4:05  |

| 19. | Natural     | 2:46 |
| 20. | Tha Squeeze | 3:28 |